# Ganem氧化反应
Ganem氧化反应是一个通过三级N-氧化物与一级或二级卤代烃制备羰基化合物的反应，由美国化学家布鲁斯·加内姆 (Bruce Ganem) 首先提出。可使用的三级氮氧化物包括N-甲基嗎啉-N-氧化物（NMO）与氧化三甲胺。

## 机理
与其他N-氧化物催化的反应类似，带有负电荷的氧亲核进攻卤代烃，使得卤原子成为离去基团。三级胺将α-碳去质子化，α-碳上的一对电子随之与氧成键。氧随后将其多余的电子迁移到氮上，生成目标的羰基化合物，与先前提及的三甲胺。该反应是对科恩布卢姆氧化反应的一种改进。

## 应用
该反应是(-)-奥拉霉素合成的中间步骤，在该合成中它将一个一级卤代烃转化为醛。